# Тамонки (Ярославская область)
Тамонки — деревня Октябрьского сельского округа в Октябрьском сельском поселении Рыбинского района Ярославской области .
Деревня расположена на южной окраине посёлка Песочное, к востоку от короткой боковой дороги, ведущей от дороги Р151 Ярославль—Рыбинск к этому посёлку. Между деревней Тамонки и этой дорогой находится деревня Новоселки. Деревня стоит на склоне возвышенности, спускающейся в к берегу Волги, к Песочному .
Деревня Тамонова указана на плане Генерального межевания Борисоглебского уезда 1792 года. По сведениям 1859 года деревня Тамонки относилась к Романово-Борисоглебскому уезду .
На 1 января 2007 года в деревне не числилось постоянных жителей . Почтовое отделение посёлка Песочное обслуживает в деревне 6 домов .